# مسابقات قهرمانی وزنه‌برداری نوجوانان اروپا (۲۰۱۸)
مسابقات قهرمانی وزنه‌برداری نوجوانان اروپا (۲۰۱۶) از ۲۲ ژوئیه تا ۲۹ ژوئیه ۲۰۱۸ در میدان تاج میلان-لیناته سان دوناتو میلانزه، ایتالیا برگزار شد. 

## جدول مدال
رده‌بندی بر پایه مدال‌های بزرگ (مجموعه نتیجه) 
| رتبه            | کشور            | طلا | نقره | برنز | مجموع |
| --------------- | --------------- | --- | ---- | ---- | ----- |
| ۱               | رومانی (ROU)    | ۷   | ۲    | ۴    | ۱۳    |
| ۲               | ارمنستان (ARM)  | ۶   | ۱    | ۱    | ۸     |
| ۳               | بلغارستان (BUL) | ۵   | ۵    | ۰    | ۱۰    |
| ۴               | آذربایجان (AZE) | ۴   | ۱    | ۲    | ۷     |
| ۵               | ترکیه (TUR)     | ۳   | ۷    | ۶    | ۱۶    |
| ۶               | لهستان (POL)    | ۳   | ۴    | ۵    | ۱۲    |
| ۷               | ایتالیا (ITA)   | ۲   | ۲    | ۲    | ۶     |
| ۸               | چک (CZE)        | ۱   | ۱    | ۱    | ۳     |
| ۹               | اتریش (AUT)     | ۱   | ۱    | ۰    | ۲     |
| ۱۰              | گرجستان (GEO)   | ۰   | ۲    | ۴    | ۶     |
| ۱۱              | مجارستان (HUN)  | ۰   | ۲    | ۰    | ۲     |
| ۱۲              | فنلاند (FIN)    | ۰   | ۱    | ۱    | ۲     |
| ۱۳              | آلمان (GER)     | ۰   | ۱    | ۰    | ۱     |
| ۱۳              | لتونی (LAT)     | ۰   | ۱    | ۰    | ۱     |
| ۱۳              | هلند (NED)      | ۰   | ۱    | ۰    | ۱     |
| ۱۶              | استونی (EST)    | ۰   | ۰    | ۲    | ۲     |
| ۱۷              | بلژیک (BEL)     | ۰   | ۰    | ۱    | ۱     |
| ۱۷              | سوئد (SWE)      | ۰   | ۰    | ۱    | ۱     |
| ۱۷              | یونان (GRE)     | ۰   | ۰    | ۱    | ۱     |
| مجموع (۱۹ کشور) | مجموع (۱۹ کشور) | ۳۲  | ۳۲   | ۳۱   | ۹۵    |

رده‌بندی بر پایه تمامی مدال‌ها: بزرگ (مجموعه نتیجه) و کوچک (یک‌ضرب و دوضرب)
| رتبه            | کشور            | طلا | نقره | برنز | مجموع |
| --------------- | --------------- | --- | ---- | ---- | ----- |
| ۱               | رومانی (ROU)    | ۲۲  | ۶    | ۱۱   | ۳۹    |
| ۲               | ارمنستان (ARM)  | ۱۷  | ۳    | ۴    | ۲۴    |
| ۳               | بلغارستان (BUL) | ۱۲  | ۱۴   | ۲    | ۲۸    |
| ۴               | ترکیه (TUR)     | ۱۱  | ۲۲   | ۱۸   | ۵۱    |
| ۵               | آذربایجان (AZE) | ۱۰  | ۷    | ۵    | ۲۲    |
| ۶               | لهستان (POL)    | ۹   | ۸    | ۱۷   | ۳۴    |
| ۷               | ایتالیا (ITA)   | ۵   | ۶    | ۸    | ۱۹    |
| ۸               | چک (CZE)        | ۴   | ۳    | ۳    | ۱۰    |
| ۹               | اتریش (AUT)     | ۲   | ۴    | ۰    | ۶     |
| ۱۰              | گرجستان (GEO)   | ۱   | ۶    | ۸    | ۱۵    |
| ۱۱              | فنلاند (FIN)    | ۱   | ۲    | ۳    | ۶     |
| ۱۲              | هلند (NED)      | ۱   | ۲    | ۰    | ۳     |
| ۱۳              | لتونی (LAT)     | ۱   | ۱    | ۲    | ۴     |
| ۱۴              | مجارستان (HUN)  | ۰   | ۴    | ۱    | ۵     |
| ۱۵              | آلمان (GER)     | ۰   | ۳    | ۱    | ۴     |
| ۱۶              | بلژیک (BEL)     | ۰   | ۲    | ۱    | ۳     |
| ۱۷              | استونی (EST)    | ۰   | ۱    | ۴    | ۵     |
| ۱۸              | یونان (GRE)     | ۰   | ۱    | ۱    | ۲     |
| ۱۹              | اسپانیا (ESP)   | ۰   | ۱    | ۰    | ۱     |
| ۲۰              | سوئد (SWE)      | ۰   | ۰    | ۳    | ۳     |
| ۲۱              | فرانسه (FRA)    | ۰   | ۰    | ۱    | ۱     |
| مجموع (۲۱ کشور) | مجموع (۲۱ کشور) | ۹۶  | ۹۶   | ۹۳   | ۲۸۵   |